# Cochranella castroviejoi
Vitreorana castroviejoi là một loài ếch thuộc họ Centrolenidae. Tên gọi bản địa của nó là ranita de cristal de Castroviejo ("ếch kính Castroviejo").
Đây là loài đặc hữu của Venezuela.
Môi trường sống tự nhiên của chúng là rừng ẩm vùng đất thấp nhiệt đới hoặc cận nhiệt đới và sông ngòi.
Chưa rõ về tình trạng bảo tồn của nó.